# Paul Clark
Paul Peterson Clark (Benfleet, 14 settembre 1958) è un ex calciatore inglese, di ruolo difensore.

## Carriera

### Giocatore
Clark dopo aver giocato nelle giovanili del Southend Utd esordisce in prima squadra (e contestualmente anche tra i professionisti) all'età di 18 anni, nella stagione 1976-1977, segnando un gol in 33 presenze nella quarta divisione inglese con gli Shrimpers. A fine stagione viene ceduto al Brighton, club di seconda divisione, con cui tra il 1977 ed il 1979 totalizza complessivamente 59 presenze e 7 reti in seconda divisione, categoria in cui nella stagione 1978-1979 i Seagulls conquistano anche una promozione: Clark nella stagione 1979-1980 gioca dunque in prima divisione, categoria in cui mette a segno 2 reti in 11 presenze, disputandovi poi ulteriori 9 partite nella stagione 1980-1981. Nella stagione 1981-1982 trascorre invece un brevissimo periodo in prestito al Reading in terza divisione (2 presenze) per poi dopo alcuni mesi in rosa al Brighton senza mai scendere in campo venire nuovamente ceduto al Southend United, con cui gioca fino al termine della stagione 1983-1984 in terza divisione, per poi giocare in quarta divisione dal 1984 al 1987, nuovamente in terza divisione dal 1987 al 1989, in quarta divisione nella stagione 1989-1990 ed infine ancora in terza divisione nella stagione 1990-1991, conclusa peraltro con una promozione in seconda divisione (la prima in assoluto nella storia del club); durante tutte queste stagioni Clark è anche per un periodo allenatore del club (nella stagione 1987-1988) ed in totale mette a segno 3 reti in 278 partite di campionato giocate. Nell'estate del 1991, complice la promozione del Southend United, viene poi ceduto al Gillingham, in quarta divisione, categoria in cui gioca per le successive tre stagioni per un totale di 90 presenze ed un gol; nel 1992 diventa inoltre per un breve periodo anche allenatore ad interim del club. Nel 1995, dopo una stagione trascorsa giocando nei semiprofessionisti del Chelmsford City, si accasa in quarta divisione al Cambridge Utd, con cui gioca 2 partite; l'anno seguente fa parte della rosa del Leyton Orient, sempre in questa categoria, senza però mai scendere in campo in incontri di campionato (parallelamente all'attività come giocatore, è anche collaboratore tecnico del club londinese). Si ritira infine nel 1998, all'età di 42 anni, dopo una stagione trascorsa giocando con i semiprofessionisti del Billericay Town.
In carriera ha totalizzato complessivamente 484 presenze e 14 reti nei campionati della Football League.

### Allenatore
Ad eccezione degli incarichi ricoperti mentre era contemporaneamente ancora giocatore, la sua unica altra esperienza da allenatore consiste in alcuni mesi come vice del suo ex compagno di squadra ed amico Joe Dunne al Colchester Utd nei mesi finali della stagione 2011-2012.